# Міністр
Міні́стр або міні́стер (від нім. Minister) — член уряду і голова міністерства. Голову уряду іноді називають прем'єр-міністром, залежно від країни — формально чи неформально.
Поняття міністр походить з латинської мови і означає слуга. У деяких країнах (наприклад, у США), замість міністр використовують термін секретар або державний секретар.